# Schefflera heterotricha
Schefflera heterotricha är en araliaväxtart som först beskrevs av Berthold Carl Seemann, och fick sitt nu gällande namn av René Viguier. Schefflera heterotricha ingår i släktet Schefflera och familjen araliaväxter.
Artens utbredningsområde är Colombia. Inga underarter finns listade.